# Minièresbunn
Minièresbunn är en museijärnväg i Luxemburg och Frankrike. Den går mellan Fond-de-Gras i kommunen Differdange i Luxemburg och Saulnes  i Frankrike, via Lasauvage i Luxemburg.
Järnvägen var en industrijärnväg för transport av järnmalm. Den har spårvidden 700 millimeter.
Banan drivs av Föreningen Minièresbunn, som disponerar över en samling ång-, diesel- och ellokomotiv från gruvepoken, varav en del från Arbeds tidigare gruva på platsen. De två ångloken är av fabrikat Krauss & Cie, tillverkade 1895 respektive 1897. Föreningen arrangerar turisttrafik på hela sträckan, varav mittenbiten mellan Dhoil och Lasauvage körs med elektriska tåg 1,4 kilometer i gruvtunnlar.

## Bildgalleri

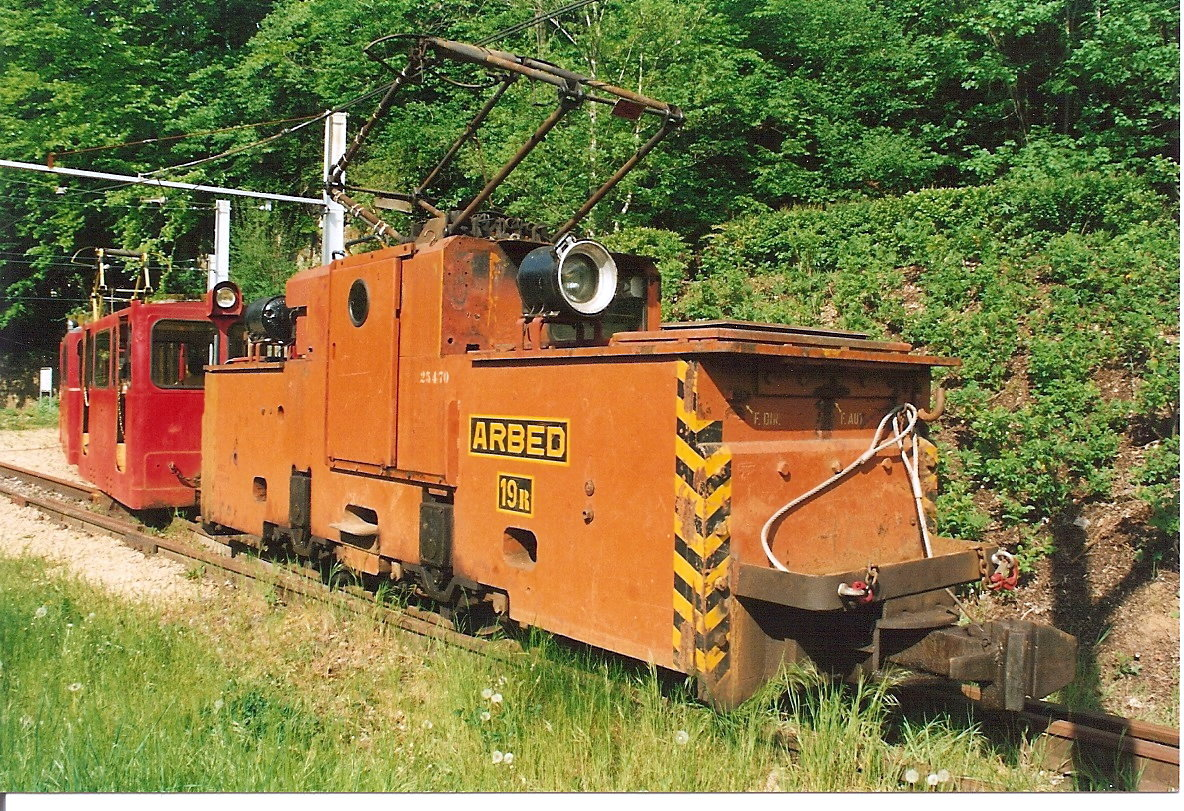
Ett av Arbeds tidigare ellok
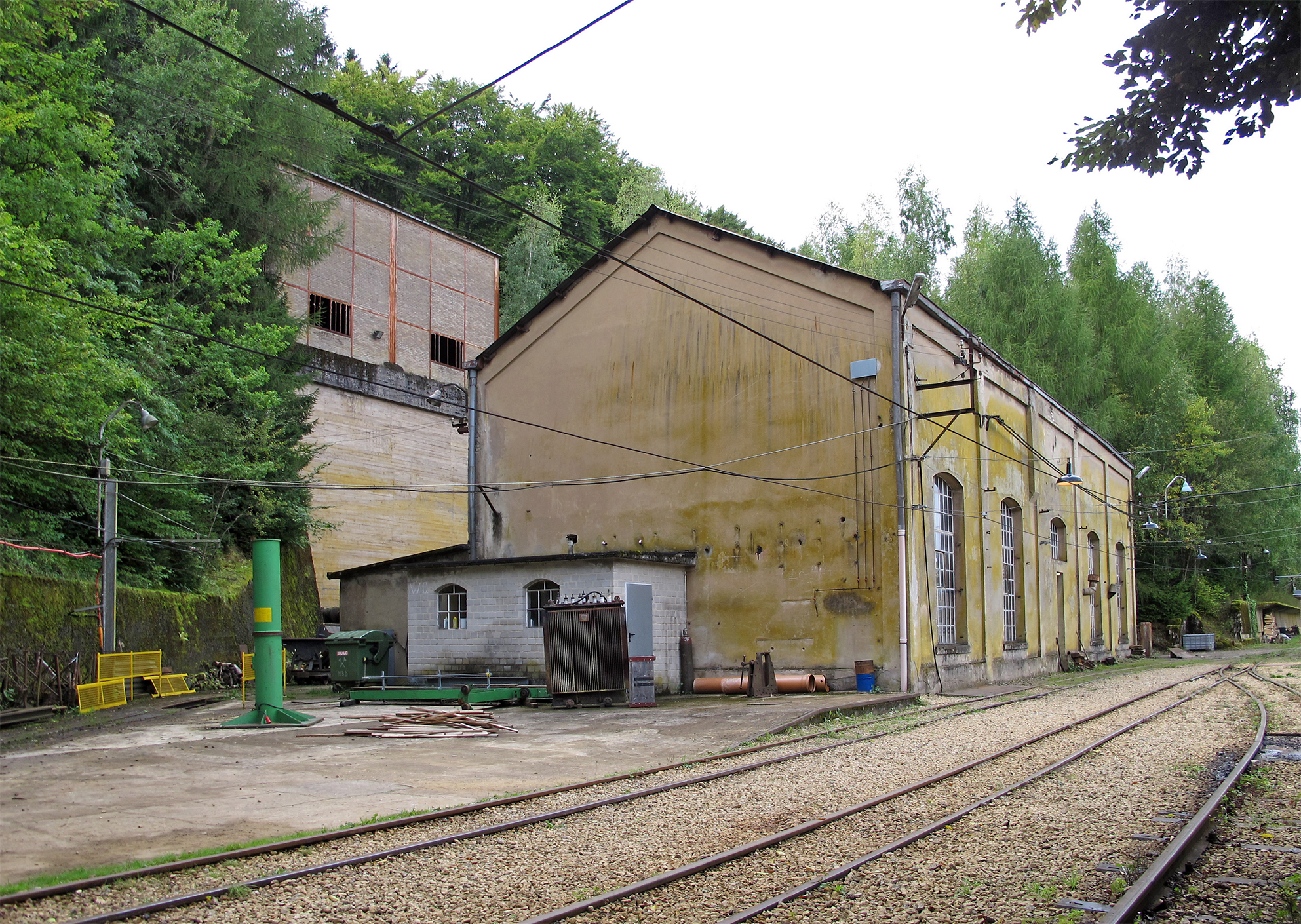
Gruvbyggnad i Dhoil
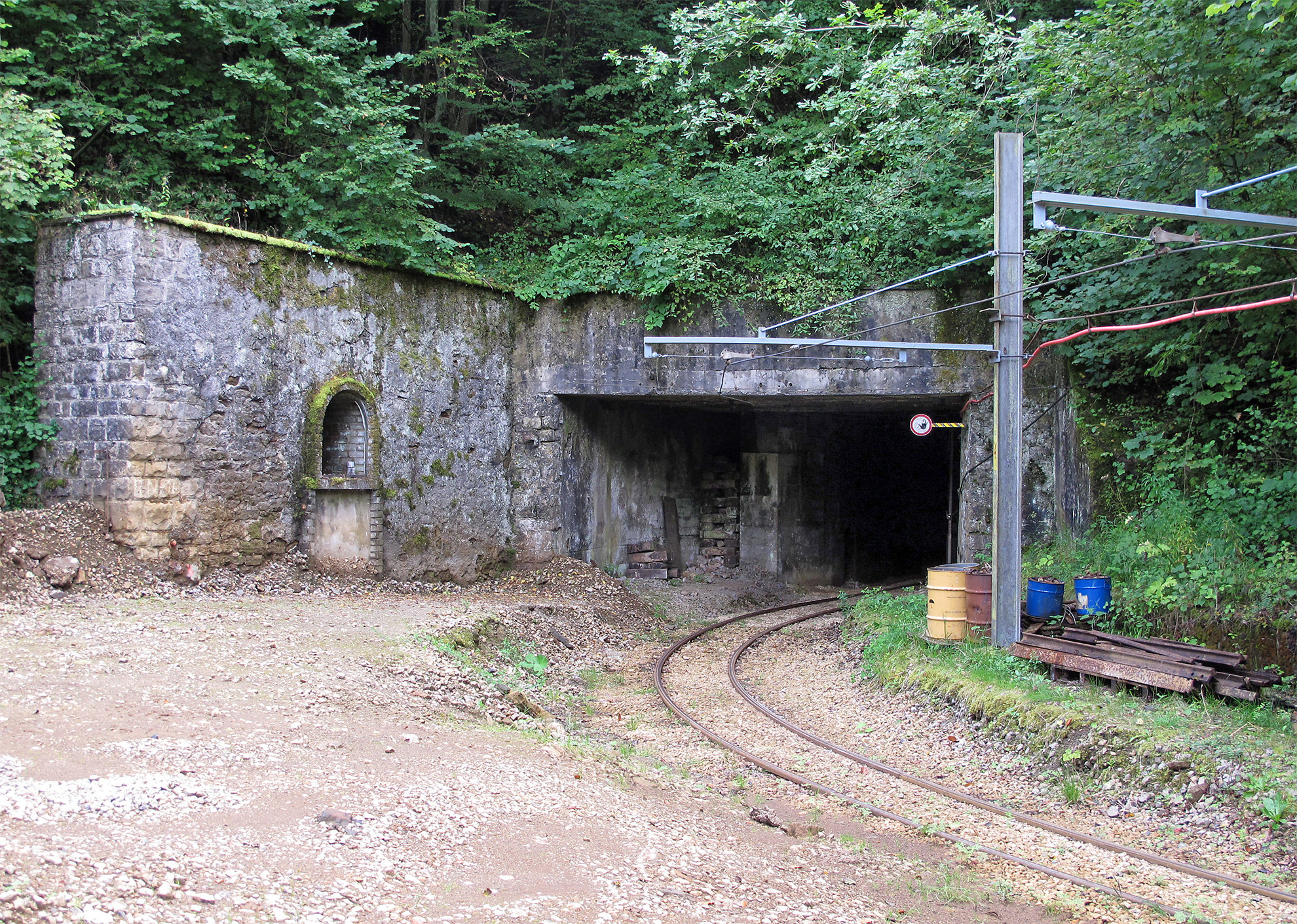
Gruvingång vid Dhoil
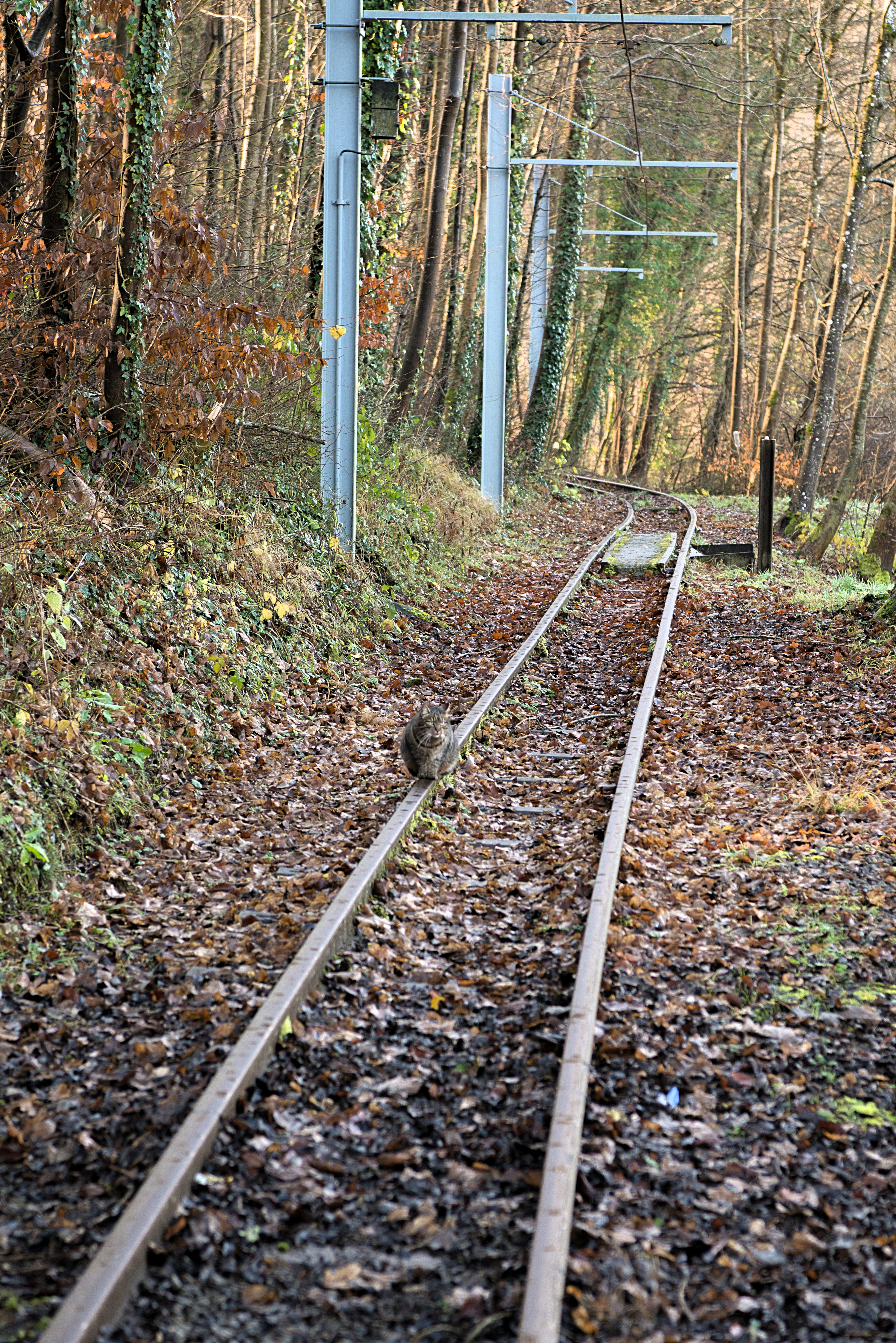
Spårsträcka i Lasauvage
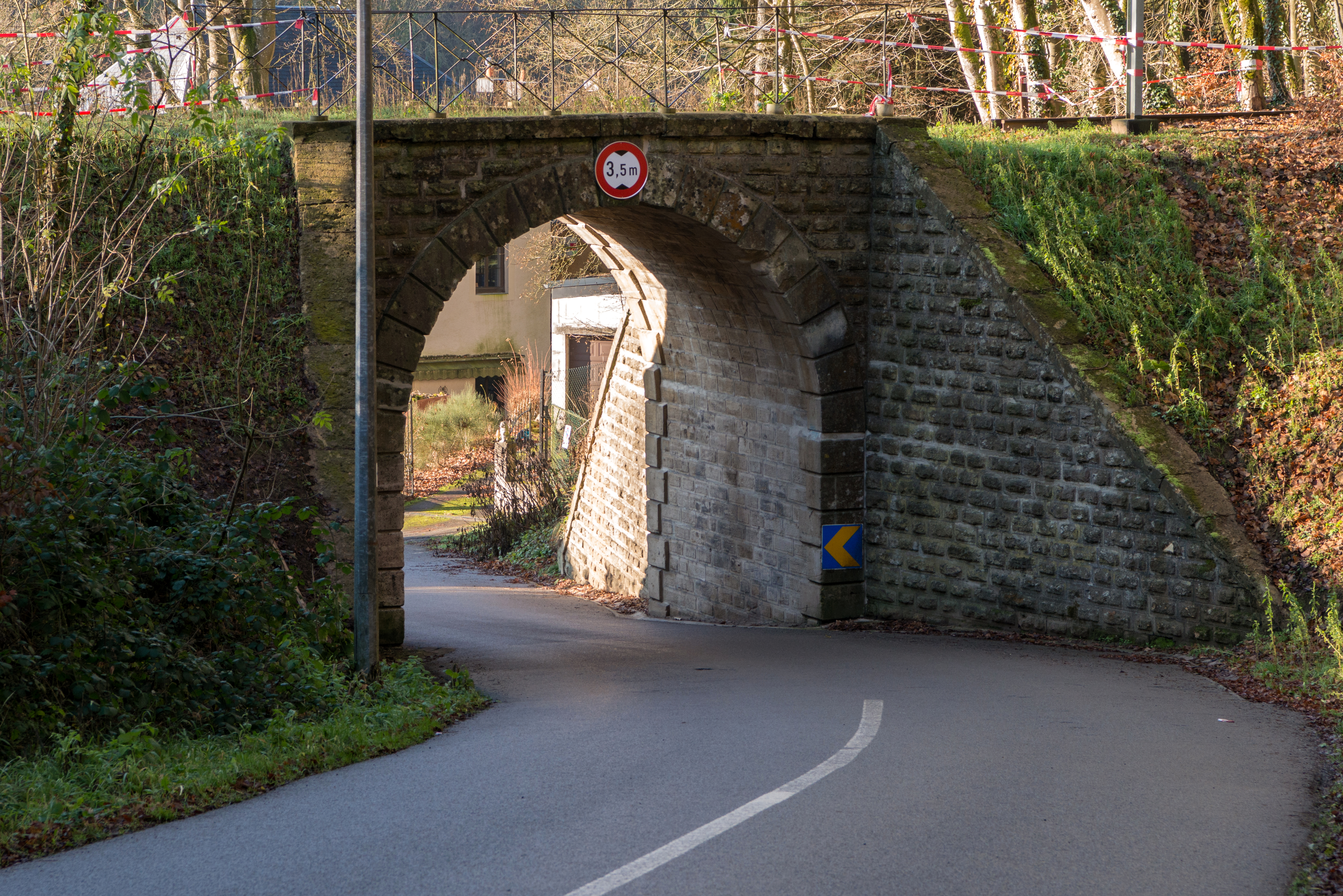
Tidigare järnvägsbro vid infarten till Lasauvage